# ماوريسيو مانزانو
ماوريسيو مانزانو (بالإسبانية: Mauricio Manzano)‏ (30 سبتمبر 1943 بسان سلفادور في السلفادور - ) هو مدرب كرة قدم ولاعب كرة قدم سلفادوري في مركز الدفاع، شارك في كأس العالم 1970. وشارك مع منتخب السلفادور لكرة القدم. أما مع النوادي، فقد لعب مع أتلتيكو مارته ‏ ونادي سانتانيكوس أسوشيتد ونادي جامعة  السلفادور ‏.

## وصلات خارجية
- ماوريسيو مانزانو على موقع الاتحاد الدولي (مؤرشف)  (الإنجليزية)
- ماوريسيو مانزانو على موقع قاعدة بيانات كرة القدم.إي يو (الإنجليزية)
- ماوريسيو مانزانو على موقع ناشيونال فوتبول تيمز (الإنجليزية)
- ماوريسيو مانزانو على موقع Soccerway.com (الإنجليزية)
- ماوريسيو مانزانو على موقع عالم كرة القدم.نت (الإنجليزية)